# Erste Group
Erste Group Bank AG (Erste Group) er en østrigsk bankkoncern. I 2020 var bankens omsætning på 6,772 mia. euro, og der var 47.230 ansatte. I alt har Erste Group 15,7 mio. kunder fordelt på 2.700 filialer i syv lande.
Erste Group blev etableret i 1819 som Erste österreichische Spar-Casse i Leopoldstadt, en bydel til Wien.
I 1997 blev banken børsnoteret på Wiener Börse. Senere fulgte opkøb. Første opkøb i 1997 var ungarske Mezőbank. Næste opkøb var tjekkiske Česká spořitelna og slovakiske Slovenská sporiteľňa, begge i år 2000.